# Jakub Antonín z Ditrichštejna
Jakub Antonín z Ditrichštejna (německy Jakob Anton von Dietrichstein, 24. července 1678 – 15. května 1721) byl český šlechtic z knížecí mikulovské větve rodu Ditrichštejnů.

## Život
Jakub Antonín byl nejmladším, osmnáctým dítětem a devátým (avšak čtvrtým přeživším) synem Ferdinanda Josefa, 3. knížete z Ditrichštejna a jeho manželky Marie Alžběty, dcery Jana Antonína I. (1610–1649) knížete z Eggenbergu, vévody českokrumlovského a okněžněného hraběte Gorice a Gradišky a jeho manželky markraběnky Anny Marie Braniborsko-Bayreuthské (1609–1680). 
Jako nejmladší žijící syn svého rodu neměl Jakub Antonín kvůli instituci primogenitury valnou šanci na větší část rodového dědictví.

### Manželství a potomstvo
V roce 1709 se Jakub Antonín oženil poprvé, s hraběnkou Marií Karolínou z Wolfsthalu, dcerou hraběte Filipa Gastona z Wolfstahlu a jeho manželky Markéty Žofie Würzburské. Manželé měli dvě děti, Marie Karolína však zemřela při porodu druhého potomka dne 16. ledna 1711:   
- Marie Alžběta (12. října 1709 – 1730).
- Leopold Filip Vilém (15. ledna 1711 – 8. března 1773), ženatý od 12. května 1728 s hraběnkou Marií Terezii z Althannu. Pár neměl děti.

Dne 23. října 1715 se Jakub Antonín oženil podruhé, s Marií Annou Františkou Magdalenou Žofií ze Starhemberg-Schaunbergu (1. září 1688 – 1. prosince 1757), dcerou Gundakera XVI. hraběte ze Starhemberg-Schaunbergu (1652–1702) a jeho ženy Marie Anny z Rappachu (1654–1721). Manželé měli pět dětí: 
- Guidobald Josef (9. prosince 1717 – 29. února 1772), 4. listopadu 1743 ve Vladislavi oženil s hraběnkou Marií Gabrielou z Henckelovou z Donnersmarku (1. listopadu 1719 – 2. července 1748), ve druhém manželství z roku 1749 s Marií Antonií z Rottalu (19. 11. 1717 – 16. 1. 1767) a ve třetím manželství z roku 1768 s hraběnkou Marii Josefě ze Schratenbachu (5. června 1750 – 1. října 1806)
- Erdmunda Tereza (19. prosince 1718 – 16. března 1723)
- František Antonín (19. února 1720 – 19. dubna 1723)
- Kristýna Gottfrieda (17. března 1721 – po roce 1721)
- Marie Karolína (posmrtně 17. února 1722 – 23. července 1790), provdaná 2. února 1744 za Leopolda Antonína starohraběte ze Salm-Reifferscheidt-Hainspachu (21. července 1699 – 16. ledna 1769), syna Františka Viléma ze Salm-Reiferscheidtu (1672–1734) a jeho manželky hraběnky Marie Anežky Agáty Slavatové z Chlumu a Košumberka (1674 – 1718).[5]